# Sardis (Kentucky)
Sardis és una població dels Estats Units a l'estat de Kentucky. Segons el cens del 2000 tenia 149 habitants.

## Demografia
Segons el cens del 2000, Sardis tenia 149 habitants, 58 habitatges, i 36 famílies. La densitat de població era de 117,4 habitants/km².
Dels 58 habitatges en un 27,6% hi vivien nens de menys de 18 anys, en un 37,9% hi vivien parelles casades, en un 20,7% dones solteres, i en un 37,9% no eren unitats familiars. En el 31% dels habitatges hi vivien persones soles el 17,2% de les quals corresponia a persones de 65 anys o més que vivien soles. El nombre mitjà de persones vivint en cada habitatge era de 2,5 i el nombre mitjà de persones que vivien en cada família era de 3,08.
Per edats la població es repartia de la següent manera: un 21,5% tenia menys de 18 anys, un 12,1% entre 18 i 24, un 24,2% entre 25 i 44, un 21,5% de 45 a 60 i un 20,8% 65 anys o més.
L'edat mediana era de 42 anys. Per cada 100 dones de 18 o més anys hi havia 72,1 homes.
La renda mediana per habitatge era de 14.886 $ i la renda mediana per família de 27.917 $. Els homes tenien una renda mediana de 22.188 $ mentre que les dones 14.375 $. La renda per capita de la població era de 9.881 $. Entorn del 14,3% de les famílies i el 31,6% de la població estaven per davall del llindar de pobresa.

## Poblacions més properes
El següent diagrama mostra les poblacions més properes.